# Hogna sinaia
Hogna sinaia là một loài nhện trong họ Lycosidae.
Loài này thuộc chi Hogna. Hogna sinaia được Carl Friedrich Roewer miêu tả năm 1959.